# Flexopecten flexuosus
Espèce
Synonymes
- Ostrea flexuosa Poli, 1795 (protonyme)
- Voir texte pour la liste complète

Statut CITES
Flexopecten flexuosus est une espèce de mollusques bivalves de la famille des Pectinidae.

## Taxinomie
Les synonymes suivants sont recensés :
- Chlamys flexuosa (Poli, 1795)
- Chlamys tentorialis Noodt, 1819
- Flexopecten coarctatus (Born, 1778)
- Ostrea coarctata Born, 1778
- Ostrea flexuosa Poli, 1795
- Pecten amphicyrtus Locard, 1888
- Pecten biradiatus Tiberi, 1855
- Pecten ferrugineus Locard, 1889
- Pecten flagellatus Lamarck, 1819
- Pecten isabella Lamarck, 1819
- Pecten plicatulus Risso, 1826
- Pecten polymorphus Bronn in Philippi, 1836